# Калинино (Астраханская область)
Калинино — село в Володарском районе Астраханской области России. Административный центр Калининского сельсовета. Население — 870 человек (2010), 99 % из них — казахи.

## География
Калинино расположено в юго-восточной части Астраханской области, в дельте реки Волги и находится на реке Бузан.
Абсолютная высота 26 метров ниже уровня моря
.
Климат
умеренный, резко континентальный, характеризуется высокими температурами летом и низкими — зимой, малым количеством осадков, а также большими годовыми и летними суточными амплитудами температуры воздуха.

## Население
| 2002 | 2010 |
| ---- | ---- |
| 927  | ↘870 |

Национальный и гендерный состав
По данным Всероссийской переписи, в 2010 году численность населения составляла 870 человек (443 мужчины и 427 женщин, 50,9 и 49,1 %% соответственно).
Согласно результатам переписи 2002 года, в национальной структуре населения казахи составляли 99 % от 926 жителей.

## Инфраструктура
Администрация Калининского сельсовета, средняя школа, фельдшерско-акушерский пункт, сельская библиотека, сельский Дом культуры, почта, правление колхоза «Калининский» и производственные базы (автогараж, механическая мастерская, заправочный пункт, рыбообрабатывающий цех, водонасосная станция).

## Транспорт
Завершение автодороги регионального значения Марфино — Калинино, идентификационный номер 12 ОП РЗ 12Н 035.
Остановка общественного транспорта «Калинино».